# Grad (Graphentheorie)
Grad (auch Knotengrad oder Valenz) ist ein grundlegender Begriff der Graphentheorie, eines Teilgebiets der Mathematik. Der Grad eines Knotens ist die Anzahl von Kanten, die an ihn angrenzen.

## Definition

### Ungerichtete Graphen

Ein ungerichteter Graph. Die Knoten sind mit ihrem Grad beschriftet.

In einem ungerichteten Graphen {\displaystyle G} ist für jeden Knoten {\displaystyle v} der Grad {\displaystyle d_{G}(v)} definiert als die Anzahl aller Kanten von {\displaystyle G}, die an {\displaystyle v} angrenzen.
Sofern vorhanden werden Schlingen dabei doppelt gezählt.
Statt {\displaystyle d_{G}(v)} wird oft auch die Notation {\displaystyle \deg _{G}(v)} verwendet. Der Index {\displaystyle G} kann weggelassen werden, falls klar ist, um welchen Graphen es sich handelt.
Den kleinsten Grad eines Knotens in {\displaystyle G} nennt man den Minimalgrad von {\displaystyle G} und bezeichnet diesen mit {\displaystyle \delta (G)}, den größten Grad eines Knotens in {\displaystyle G} nennt man den Maximalgrad von {\displaystyle G}, dieser wird meist mit {\displaystyle \Delta (G)} bezeichnet. Der Durchschnitt aller Knotengrade von {\displaystyle G} wird  Durchschnittsgrad  genannt und mit {\displaystyle d(G)} bezeichnet.

### Gerichtete Graphen

Ein gerichteter Graph mit beschrifteten Knoten: (Eingangsgrad, Ausgangsgrad)

In einem gerichteten Graphen {\displaystyle G} wird unterschieden, ob eine Kante an einem Knoten beginnt oder endet. Mit {\displaystyle d_{G}^{-}(v)} bezeichnet man den Eingangsgrad des Knotens {\displaystyle v} in einem gerichteten Graphen {\displaystyle G} und mit {\displaystyle d_{G}^{+}(v)} dessen Ausgangsgrad.
Dabei ist {\displaystyle d_{G}^{-}(v)} die Anzahl aller Kanten, die in {\displaystyle v} enden
und  {\displaystyle d_{G}^{+}(v)} die Anzahl aller Kanten, die in {\displaystyle v} starten.
Einen Knoten ohne Eingangskanten ({\displaystyle d_{G}^{-}(v)=0}) nennt man Quelle, einen Knoten ohne Ausgangskanten ({\displaystyle d_{G}^{+}(v)=0}) nennt man Senke.

## Verwandte Begriffe
- Man nennt einen Knoten isoliert, wenn er:
  - in einem ungerichteten Graphen: keine Nachbarn besitzt, {\displaystyle d_{G}=0}.
  - in einem gerichteten Graphen: keine Vorgänger und keine Nachfolger besitzt, {\displaystyle d_{G}^{+}=d_{G}^{-}=0}.

- Ein ungerichteter Graph oder Hypergraph {\displaystyle G} heißt regulär, falls alle seine Knoten denselben Grad besitzen. Besitzen alle seine Knoten Grad {\displaystyle k}, so bezeichnet man {\displaystyle G} als k-regulär. Einen 3-regulären Graphen bezeichnet man auch als kubisch.

- Ein gerichteter Graph {\displaystyle G} heißt regulär, falls alle seine Knoten denselben Eingangs- und Ausgangsgrad besitzen. Besitzen alle seine Knoten Eingangs- und Ausgangsgrad {\displaystyle k}, so bezeichnet man {\displaystyle G} als k-regulär.

- Ein Hypergraph {\displaystyle G} heißt uniform, wenn alle Kanten von {\displaystyle G} die gleiche Anzahl Knoten enthalten. Enthalten alle Kanten von {\displaystyle G} genau {\displaystyle k} Knoten, so nennt man {\displaystyle G} k-uniform.

## Eigenschaften
- Stets gilt {\displaystyle \delta (G)\leq d(G)\leq \Delta (G)}. Gleichheit tritt z. B. bei vollständigen Graphen, allgemein bei regulären Graphen ein.
- Es gilt  {\displaystyle 2\cdot |E|=\sum _{v\in V(G)}d_{G}(v)}, wobei {\displaystyle |E|} die Anzahl der Kanten des Graphen bezeichnet. Da die Summe der Knotengrade also stets gerade ist, ist auch die Anzahl der Knoten mit ungeradem Grad stets gerade.

### Planare Graphen
Zusammenhängende planare Graphen mit {\displaystyle |V|} Knoten, {\displaystyle |E|} Kanten und {\displaystyle |F|} Flächen erfüllen die Ungleichung {\displaystyle 2\cdot |E|\geq 3\cdot |F|}, weil jede Fläche benachbart zu mindestens drei Kanten und jede Kante genau zwei Flächen begrenzt. Daraus und aus der Gleichung {\displaystyle |V|-|E|+|F|=2} (Eulerscher Polyedersatz) folgt {\displaystyle |E|\leq 3\cdot |V|-6} und daraus folgt für den durchschnittlichen Knotengrad
{\displaystyle d(G)={\frac {\sum _{v\in V}d_{G}(v)}{|V|}}={\frac {2\cdot |E|}{|V|}}\leq {\frac {2\cdot (3\cdot |V|-6)}{|V|}}={\frac {6\cdot |V|-12}{|V|}}<6}
Das heißt, dass für endliche planare Graphen der durchschnittliche Knotengrad kleiner als 6 ist. Graphen mit höherem durchschnittlichen Knotengrad können nicht planar sein.

## Verwendung
Der Grad gehört zu den Grundbegriffen der Graphentheorie und liefert viele wichtige Abschätzungen für Grapheneigenschaften wie z. B. die Kantenfärbungszahl.

## Programmierung
Das folgende Beispiel in der Programmiersprache C# zeigt die Implementierung eines ungerichteten Graphen mit Adjazenzlisten. Der ungerichtete Graph wird als Klasse UndirectedGraph deklariert. Bei der Ausführung des Programms wird die Methode Main verwendet, die den Minimalgrad, den Maximalgrad und die entsprechenden Knoten des Graphen auf der Konsole ausgibt.
```
using
 
System
;

using
 
System.Collections.Generic
;

// Deklariert die Klasse für die Knoten des Graphen

class
 
Node

{

	
public
 
int
 
index
;

	
public
 
string
 
value
;

	
public
 
HashSet
<
Node
>
 
adjacentNodes
 
=
 
new
 
HashSet
<
Node
>
();
 
// Menge der Nachbarknoten

}

// Deklariert die Klasse für den ungerichteten Graphen

class
 
UndirectedGraph

{

	
public
 
HashSet
<
Node
>
 
nodes
 
=
 
new
 
HashSet
<
Node
>
();

	

	
// Diese Methode verbindet die Knoten node1 und node2 miteinander.

	
public
 
void
 
ConnectNodes
(
Node
 
node1
,
 
Node
 
node2
)

	
{

		
node1
.
adjacentNodes
.
Add
(
node2
);

		
node2
.
adjacentNodes
.
Add
(
node1
);

	
}

}

class
 
Program

{

	
// Diese Methode gibt die Knoten in der Form A, B, C, ... als Text zurück.

	
public
 
static
 
string
 
ToString
(
HashSet
<
Node
>
 
nodes
)

	
{

		
string
 
text
 
=
 
""
;

		
foreach
 
(
Node
 
node
 
in
 
nodes
)
 
// foreach-Schleife, die alle Knoten der Komponente durchläuft

		
{

			
text
 
+=
 
node
.
value
 
+
 
", "
;

		
}

		
text
 
=
 
text
.
Substring
(
0
,
 
text
.
Length
 
-
 
2
);

		
return
 
text
;

	
}

	

	
// Hauptmethode, die das Programm ausführt

	
public
 
static
 
void
 
Main
(
string
[]
 
args
)

	
{

		
// Deklariert und initialisiert 5 Knoten

		
Node
 
node1
 
=
 
new
 
Node
{
index
 
=
 
0
,
 
value
 
=
 
"A"
};

		
Node
 
node2
 
=
 
new
 
Node
{
index
 
=
 
1
,
 
value
 
=
 
"B"
};

		
Node
 
node3
 
=
 
new
 
Node
{
index
 
=
 
2
,
 
value
 
=
 
"C"
};

		
Node
 
node4
 
=
 
new
 
Node
{
index
 
=
 
3
,
 
value
 
=
 
"D"
};

		
Node
 
node5
 
=
 
new
 
Node
{
index
 
=
 
4
,
 
value
 
=
 
"E"
};

		
// Deklariert und initialisiert ein Array mit den Knoten

		
Node
[]
 
nodes
 
=
 
{
node1
,
 
node2
,
 
node3
,
 
node4
,
 
node5
};

		
// Erzeugt einen ungerichteten Graphen

		
UndirectedGraph
 
undirectedGraph
 
=
 
new
 
UndirectedGraph
();

		
int
 
numberOfNodes
 
=
 
nodes
.
Length
;

		
for
 
(
int
 
i
 
=
 
0
;
 
i
 
<
 
numberOfNodes
;
 
i
++
)
 
// for-Schleife, die alle Knoten durchläuft

		
{

			
undirectedGraph
.
nodes
.
Add
(
nodes
[
i
]);
 
// Fügt die Knoten dem Graphen hinzu

		
}

		
// Verbindet Knoten des Graphen miteinander

		
undirectedGraph
.
ConnectNodes
(
node1
,
 
node2
);

		
undirectedGraph
.
ConnectNodes
(
node3
,
 
node4
);

		
undirectedGraph
.
ConnectNodes
(
node4
,
 
node5
);

		

		
int
 
minimumDegree
 
=
 
numberOfNodes
;

		
HashSet
<
Node
>
 
nodesWithMinimumDegree
 
=
 
new
 
HashSet
<
Node
>
();

		
int
 
maximumDegree
 
=
 
0
;

		
HashSet
<
Node
>
 
nodesWithMaximumDegree
 
=
 
new
 
HashSet
<
Node
>
();

		
for
 
(
int
 
i
 
=
 
0
;
 
i
 
<
 
numberOfNodes
;
 
i
++
)
 
// for-Schleife, die alle Knoten durchläuft

		
{

			
// Bestimmt den Minimalgrad und den Maximalgrad und die entsprechenden Knoten des Graphen

			
Node
 
node
 
=
 
nodes
[
i
];

			
int
 
degree
 
=
 
node
.
adjacentNodes
.
Count
;
 
// Knotengrad = Anzahl der Nachbarknoten

			
if
 
(
degree
 
<
 
minimumDegree
)

			
{

				
minimumDegree
 
=
 
degree
;

				
nodesWithMinimumDegree
.
Clear
();

				
nodesWithMinimumDegree
.
Add
(
node
);

			
}

			
if
 
(
degree
 
==
 
minimumDegree
)

			
{

				
nodesWithMinimumDegree
.
Add
(
node
);

			
}

			
if
 
(
degree
 
>
 
maximumDegree
)

			
{

				
maximumDegree
 
=
 
degree
;

				
nodesWithMaximumDegree
.
Clear
();

				
nodesWithMaximumDegree
.
Add
(
node
);

			
}

			
if
 
(
degree
 
==
 
maximumDegree
)

			
{

				
nodesWithMaximumDegree
.
Add
(
node
);

			
}

		
}

		
Console
.
WriteLine
(
"Minimalgrad: "
 
+
 
minimumDegree
);
 
// Ausgabe auf der Konsole

		
Console
.
WriteLine
(
"Knoten mit Minimalgrad: "
 
+
 
ToString
(
nodesWithMinimumDegree
));
 
// Ausgabe auf der Konsole

		
Console
.
WriteLine
(
"Maximalgrad: "
 
+
 
maximumDegree
);
 
// Ausgabe auf der Konsole

		
Console
.
WriteLine
(
"Knoten mit Maximalgrad: "
 
+
 
ToString
(
nodesWithMaximumDegree
));
 
// Ausgabe auf der Konsole

		

		
Console
.
ReadLine
();

	
}

}

```